# Thomas Mudge
Thomas Mudge, född 1715, död 14 november 1794, var en engelsk urmakare. Han är känd för att ha uppfunnit ankaruret.